# 64 бита
64 бита (англ. 64-bit) в информатике и вычислительной технике используется для обозначения структур и типов данных, размер которых в памяти компьютеров составляет 64 бита, что равно 8 8-битовым байтам. Архитектуры компьютеров, которые широко используют регистры, адресные шины или шины данных, разрядности 64 бита, называются 64-битными архитектурами (или 64-разрядными архитектурами).
64-битные архитектуры используются в суперкомпьютерах с 1970-х годов (Cray-1, 1975), а в рабочих станциях и серверах с процессорами семейства RISC — с 1990-х годов. С 2003 года широко используются в персональных компьютерах (x86-64 и PowerPC-64), а с середины 2010-х годов и в мобильных устройствах — смартфонах и планшетах (ARMv8 AArch64).
64-битный регистр способен хранить в себе одно из 264 = 18 446 744 073 709 551 616 (18 квинтилионов 446 квадрилионов 744 триллиона 73 миллиарда 709 миллионов 551 тысяча 616) значений. Процессор с 64-битной адресацией памяти теоретически мог бы напрямую адресовать значительный объём оперативной памяти в 16 эксабайт (16 млн терабайт) памяти. Однако допустимые в реализациях физические и математические адреса часто ограничены значениями 48 бит (256 терабайтов), реже — 52 или 56 битов.

## История

### 64-битные процессоры
1961IBM создаёт суперкомпьютер IBM 7030 Stretch, использующий 64-битные данные и 32- и 64-битные машинные коды.
1974Control Data Corporation представляет векторный суперкомпьютер CDC STAR-100, имеющий 64-разрядные инструкции (предыдущие системы CDC использовали 60 бит для хранения инструкций).
1976Cray Research создаёт суперкомпьютер Cray-1, использующий 64-битные машинные коды.
1983Elxsi выпустила параллельный минисуперкомпьютер Elxsi 6400, имеющий 64-битные регистры данных и 32-битную систему адресации.
1989Intel выпустила RISC-процессор Intel i860. Хотя в рекламных материалах он назывался «64-битным микропроцессором», у него была 32-разрядная архитектура, дополненная блоком «3D Graphics Unit» с 64-битными операциями над целыми числами.
1991MIPS выпустила первый 64-разрядный микропроцессор R4000 с системой команд MIPS III. Процессор использовался в графических станциях SGI, начиная с IRIS Crimson. В Kendall Square Research создают суперкомпьютер KSR1 на базе 64-разрядных процессоров. Использовалась операционная система OSF/1.
1992Digital Equipment Corporation (DEC) начал выпуск 64-разрядных процессоров Alpha, развившихся из проекта PRISM.
1994Intel объявляет о планах по созданию совместно с Hewlett-Packard 64-разрядной архитектуры IA-64 для замены IA-32 и PA-RISC. Датой выхода обозначен 1998—1999 года.
1995Sun начинает выпуск 64-разрядных процессоров SPARC под брендом UltraSPARC. Новая архитектура получает название SPARC v9.. IBM выпускает процессоры PowerPC AS A10 и A30, являющиеся 64-разрядными процессорами архитектуры PowerPC AS. IBM выпускает новые версии серверов AS/400 с этими новыми 64-битными процессорами PowerPC AS.
1996Nintendo представила игровую консоль Nintendo 64, построенную на базе дешёвой версии процессора MIPS R4000. HP выпускает 64-разрядную версию архитектуры PA-RISC, процессор PA-8000.
1997IBM выпустила линейку RS64 64-разрядных процессоров PowerPC/PowerPC AS.
1998IBM выпустила процессор POWER3, являющийся полностью 64-разрядным процессором архитектуры PowerPC/POWER.
1999Intel публикует описание набора инструкций архитектуры IA-64. AMD раскрывает описание 64-разрядного расширения архитектуры IA-32, названного x86-64 (позже переименованного в AMD64).
2000IBM выпустила первый 64-разрядный мейнфрейм с архитектурой z/Architecture: zSeries z900. z/Architecture является 64-разрядным развитием 32-разрядной архитектуры ESA/390, наследника архитектуры System/360.
2001Intel начинает поставки процессоров IA-64 после нескольких задержек. Процессоры выпускаются под брендом Itanium и предназначаются для high-end серверов. Продажи не достигают прогнозируемых объёмов.
2003AMD представила процессоры Opteron и Athlon 64 с архитектурой AMD64. Apple выпустила 64-разрядный компьютер «G5» с процессором PowerPC 970 (IBM). Intel заявила, что не собирается выпускать иных 64-разрядных процессоров, кроме Itanium.
2004Реагируя на рыночный успех AMD64, Intel заявляет о разработке совместимого расширения IA-32e (позже переименованного в EM64T, а затем в Intel 64). Intel начинает поставку обновлённых Xeon и Pentium 4 с поддержкой новых 64-разрядных инструкций.
VIA Technologies объявила о разработке 64-разрядного процессора Isaiah.
2006Альянс Sony, IBM и Toshiba начал производство 64-разрядного гибридного микропроцессора Cell для PlayStation 3, серверов и других применений.
2013Компания Apple выпускает первый в мире смартфон iPhone 5S, работающий на первом серийном 64-битном ARM-процессоре Apple A7.

### 64-разрядные операционные системы
1985Cray выпустила UNICOS, первую 64-разрядную версию ОС Unix.
1993DEC выпустила Юникс-подобную 64-разрядную ОС DEC OSF/1 AXP для систем с процессорами DEC Alpha (позже ОС переименована в Tru64 UNIX).
1994Поддержка 64-разрядного MIPS процессора R8000 добавлена компанией Silicon Graphics к ОС IRIX версии 6.0.
1995DEC выпустила OpenVMS 7.0, первую полностью 64-разрядную версию OpenVMS для Alpha. Подготовлен первый 64-разрядный дистрибутив Linux (для процессоров Alpha).
1996Поддержка 64-разрядного MIPS процессора R4000 добавлена компанией Silicon Graphics к ОС IRIX версии 6.2.
1998Sun выпускает Solaris 7 с полной поддержкой 64-разрядных процессоров UltraSPARC.
2000IBM выпустила z/OS, 64-разрядную ОС на базе MVS, для новых мейнфремов zSeries. Чуть позже выпущен 64-разрядный Linux для zSeries.
2001Microsoft представила 64-битную версию Windows XP для процессоров Itanium.
2003Apple выпустила ОС Mac OS X 10.3 «Panther» с поддержкой 64-разрядных целочисленных вычислений для процессоров PowerPC 970. Несколько дистрибутивов Linux начинают поддержку AMD64. Microsoft анонсирует планы по созданию версии ОС Windows для AMD64. Поддержка AMD64 появляется в ОС FreeBSD.
200531 января Sun выпустила ОС Solaris 10 с поддержкой AMD64 и EM64T. В апреле Microsoft выпустила «Windows XP Professional x64 Edition» для AMD64 и EM64T.
2007Apple выпускает Mac OS X 10.5 «Leopard» с полной поддержкой 64-разрядных приложений на PowerPC 970 и EM64T.
2009Microsoft представила 64-битную версию Windows 7 для процессоров AMD64/Intel 64.

## Современные 64-битные архитектуры
На 2019 год можно назвать следующие популярные 64-битные архитектуры:
- Расширение архитектуры x86, созданное компанией AMD под названием «AMD64», и совместимая с ней «x86-64»:

### Наличие архитектурыAMD64
Архитектуру AMD64 имеют процессоры Athlon 64, Opteron, Sempron, Turion 64, Phenom, Athlon II, Phenom II, AMD FX, Ryzen
- - Архитектуру EM64T (Intel 64) имеют процессоры Celeron (на базе ядер Core2 и новее), Pentium 4 (только Cedar Mill и поздние Prescott), Pentium D, Xeon (на базе 64-битных ядер), Core 2, Core i3, Core i5, Core i7 и некоторые Atom
  - 64-битные расширения VIA Technologies реализованы в VIA Nano
- 64-битный режим архитектуры ARMv8, называемый AArch64[18]:
  - ARM Cortex-A53, Cortex-A57 и другие
  - Apple A7 и более новые
  - Snapdragon Kryo и более новые
- 64-битная версия архитектуры Power:
  - IBM POWER6, POWER7 и более новые
  - IBM PowerPC 970
  - STI процессор Cell и IBM PowerXCell имеют 64-разрядное управляющее ядро.
  - IBM «Xenon» (ЦПУ приставки Microsoft Xbox 360) содержит 3 64-битных ядра PowerPC.
- Архитектура SPARC V9, реализованная в:
  - Sun Microsystems UltraSPARC (все варианты), Niagara, OpenSPARC
  - Fujitsu SPARC64
- IBM z/Architecture, используемая в мейнфреймах zSeries и System z9, 64-битное развитие архитектуры ESA/390
- Intel IA-64 (Itanium)
- MIPS Technologies MIPS64
- Реализации в RISC-V наборов команд с названием начинающимся на RV64, например, RV64I, RV64GC (RV64IMAFDC) и другие:
  - SiFive FU540
  - Kendryte K210
  - FADU Annapurna FC3081/FC3082
  - Alibaba XuanTie 910

## Обработка изображений
В обработке цифровых изображений под 64-битным форматом обычно подразумевают 48-битные цветные изображения (Deep Color), дополненные 16-битным альфа-каналом.